# История почты и почтовых марок Наталя
Это обзор почтовых марок и истории почты Наталя. Наталь был провозглашен британской колонией 4 мая 1843 года после того, как англичане аннексировали Бурскую Республику Наталь.
Первые почтовые марки Наталя были выпущены 26 мая 1857 года. Они представляли собой бесцветные рисунки, рельефно вытисненные на цветной веленевой бумаге и без зубцовки.
Следующие почтовые марки Наталя были эмитированы в 1859 году с портретом королевы Виктории типа «Голова Шалона». 
В период между 1869 годом и 1895 годом на почтовых марках 1859—1867 годов выпуска и на фискальных марках были сделаны надпечатки текста англ. «Postage» («Почта») в различных стилях или дополнительная надпечатка нового тарифа «Half-Penny» («Полпенни»).
Почтовые марки короля Эдуарда VII выпускались между 1902 и 1909 годами.
Также были выпущены шесть служебных марок Эдуарда VII.
В 1910 году Наталь объединился с тремя другими колониями с созданием Южно-Африканского союза.